# Motorcycle Emptiness
"Motorcycle Emptiness" (sampleⓘ) là bài hát của ban nhạc alternative rock người xứ Wales Manic Street Preachers, phát hành ngày 1 tháng 6 năm 1992 thông qua hãng đĩa Columbia Records. Đây là đĩa đơn thứ 5 trích từ album phòng thu đầu tay của nhóm có tựa Generation Terrorists. Ca khúc có tiết tấu chậm hơn so với những bài khác trong album, với ca từ lấy cảm hứng từ cuốn tiểu thuyết Rumble Fish của S. E. Hinton nói về văn hóa băng đảng lái xe mô-tô. Ban nhạc giải thích phần ca từ là một lời công kích vào sự giả dối của lối sống tiêu dùng mà chủ nghĩa tư bản đem lại, qua đó miêu tả xã hội kỳ vọng những người trẻ thích ứng như thế nào.
"Motorcycle Emptiness" đã giành vị trí số 17 trên UK Singles Chart vào ngày 13 tháng 6 năm 1992. Bài hát trụ vững ở đây thêm một tuần và có tổng cộng 8 tuần nằm trong Top 75, dài hơn 2 tuần so với bất kì đĩa đơn nào trích từ Generation Terrorists; kỷ lục này của the Manics chỉ bị phá cho đến đĩa "A Design for Life" (1996). Video âm nhạc (MV) của ca khúc được ghi hình trong một chuyến ghé thăm quảng bá đến Nhật Bản tại nhiều địa điểm, trong đó có cả Shibuya và Cosmo Clock 21. MV có sự góp mặt của toàn bộ ban nhạc, trong đó Bradfield xuất hiện nhiều nhất, đứng yên một chỗ và thể hiện bài hát khi đám đông đi lướt qua anh. Các bức hình nhóm xuất hiện không theo tuần tự khi khám phá các địa điểm của Nhật Bản; có lúc Edwards còn cố gắng thu hút sự chú ý của một con rùa. Năm 2006, các độc giả của tạp chí Q đã bầu chọn "Motorcycle Emptiness" là bài hát vĩ đại thứ 88 từ trước đến nay.

## Danh sách bài hát
| CD  | CD                       | CD         |
| STT | Nhan đề                  | Thời lượng |
| --- | ------------------------ | ---------- |
| 1.  | "Motorcycle Emptiness"   | 5:06       |
| 2.  | "Bored Out of My Mind"   | 2:57       |
| 3.  | "Crucifix Kiss" (live)   | 3:10       |
| 4.  | "Under My Wheels" (live) | 3:01       |

| Đĩa 12" có hình ảnh | Đĩa 12" có hình ảnh      | Đĩa 12" có hình ảnh |
| STT                 | Nhan đề                  | Thời lượng          |
| ------------------- | ------------------------ | ------------------- |
| 1.                  | "Motorcycle Emptiness"   |                     |
| 2.                  | "Bored Out of My Mind"   |                     |
| 3.                  | "Under My Wheels" (live) |                     |

| 7" / MC | 7" / MC                | 7" / MC    |
| STT     | Nhan đề                | Thời lượng |
| ------- | ---------------------- | ---------- |
| 1.      | "Motorcycle Emptiness" |            |
| 2.      | "Bored Out of My Mind" |            |

| CD tái bản năm 2003 | CD tái bản năm 2003              | CD tái bản năm 2003 |
| STT                 | Nhan đề                          | Thời lượng          |
| ------------------- | -------------------------------- | ------------------- |
| 1.                  | "Motorcycle Emptiness"           | 6:02                |
| 2.                  | "Forever Delayed"                | 3:38                |
| 3.                  | "Little Baby Nothing" (acoustic) | 4:54                |

## Xếp hạng
| Xếp hạng (1992)                 | Vị trí cao nhất |
| ------------------------------- | --------------- |
| Bỉ (Ultratop 50 Flanders)       | 35              |
| Hà Lan (Single Top 100)         | 21              |
| New Zealand (Recorded Music NZ) | 35              |
| Anh Quốc (OCC)                  | 17              |